# هلنا مانسون
النا مانسون (فرانسوی: Héléna Manson‎; ۱۸ اوت ۱۸۹۸ – ۱۵ سپتامبر ۱۹۹۴) هنرپیشه اهل فرانسه بود.

## فیلم‌شناسی
- مستأجر
- عشق‌های مشهور
- منون
- بینوایان
- کلاغ
- مادام بوواری
- عموی آمریکایی‌ام
- زنان ضعیف هستند
- رئیس‌جمهور
- بازگشت به زندگی
- مواد مخدر